# Johan Janssen
Johan Henrik Linnemann Janssen, född 2 mars 1872 i Hässlunda, Skåne, död 17 april 1960 i Varberg, var borgmästare i Varbergs stad 1929–1939.
Johan Janssen avlade mogenhetsexamen i Örebro 1890 och blev student vid Uppsala universitet samma år. Han avlade juridisk-filosofisk examen 1891 och blev juris utriusque kandidat vid Uppsala universitet 1896. Han blev auskultant och extra ordinarie notarie vid Göta hovrätt samma år, gjorde tingstjänstgöring 1898–1899 och blev landskansler i Hallands län 1900. Janssen blev förste rådman i Varberg 1901 och var sekreterare i drätselkammaren 1905–1922 samt dess kamrer 1913–1920. Han var borgmästare och notarius publicus i staden 1929–1939.
Janssen var ledamot i styrelsen för Hypoteksföreningen för Västkustens städer, ordförande i byggnadsnämnden i Varberg, i pensionsnämnden och i taxeringsnämnden 1905–1935. Vidare var han ledamot av Hallands läns hushållningssällskaps förvaltningsutskott 1906–1941 och ordförande i länets egnahemsnämnd 1906–1940. Han blev kommendör av Vasaorden (andra klassen) 1939 och riddare av Nordstjärneorden 1932, samt tilldelades Hallands läns hushållningssällskaps stora guldmedalj 1926.